# Copa Claro 2013
La Copa Claro 2013 è stato un torneo di tennis giocato sulla terra rossa nella categoria ATP World Tour 250 series nell'ambito dell'ATP World Tour 2013. È stata la 74ª edizione del torneo precedentemente conosciuto come Copa Telmex. Si è giocato a Buenos Aires in Argentina, dal 16 al 24 febbraio 2013.

## Partecipanti

### Teste di serie
| Nazionalita | Giocatore            | Ranking* | Testa di serie |
| ----------- | -------------------- | -------- | -------------- |
| Spagna      | David Ferrer         | 4        | 1              |
| Spagna      | Nicolás Almagro      | 11       | 2              |
| Svizzera    | Stan Wawrinka        | 17       | 3              |
| Brasile     | Thomaz Bellucci      | 35       | 4              |
| Argentina   | Horacio Zeballos     | 43       | 5              |
| Italia      | Fabio Fognini        | 44       | 6              |
| Spagna      | Pablo Andújar        | 46       | 7              |
| Spagna      | Albert Ramos Viñolas | 52       | 8              |

* Ranking all'11 febbraio 2013.

### Altri partecipanti
I seguenti giocatori hanno ricevuto una wild-card per il tabellone principale:
- Federico Delbonis
- Diego Schwartzman
- Agustín Velotti

I seguenti giocatori sono entrati nel tabellone principale passando dalle qualificazioni:

- Facundo Argüello
- Gastão Elias
- Dušan Lajović
- Julian Reister

## Campioni

### Singolare
David Ferrer ha sconfitto in finale  Stan Wawrinka per 6-4, 3-6, 6-1.
- È il ventesimo titolo in carriera per Ferrer, il secondo del 2013.

### Doppio
Simone Bolelli /  Fabio Fognini hanno sconfitto in finale  Nicholas Monroe /  Simon Stadler per 6-3, 6-2.